# کارکس تریسفالا
کارکس تریسفالا (به انگلیسی: Carex tricephala) گونه‌ای از جگنیان است.